# Iwan Zmitrowicz
Iwan Wiktorowicz Zmitrowicz (ros. Иван Викторович Змитрович, ur. 1973) – rosyjski mykolog zajmujący się badaniem grzybów, głównie w Rosji i Izraelu.
W 1998 r. obronił pracę doktorską pt. „Korticyoidnyje i gietierobazidialnyje makromicety Leningradskoj obłasti”. Przeprowadził badania porównawcze widm ekologicznych badanych przez niego organizmów w biomach miast o różnym natężeniu antropogenicznej presji. Od 2006 roku uczestniczył w kursie oceny wartości biologicznej lasu na poziomie drzewostanu, opracowanym przez L. Andersona ze Szwecji. W latach 2003–2005 prowadził badania naukowe w lasach liściastych Rezerwatu Żygulińskiego, w Rezerwacie Ockim, w rezerwatach leśnych obwodu rostowskiego i nowogrodzkiego. Jest autorem esejów o chronionych gatunkach grzybów do czerwonych ksiąg obwodu leningradzkiego i Sankt Petersburga, obwodu nowogrodzkiego, obwodu krasnodarskiego, Karaczajo-Czerkiesji w Rosji. W latach 2003–2011 odbył 8 podróży do Izraela, w wyniku których opracował monografie zbiorowe „Biodiversity of Heterobasidiomycetes and non-gilled Hymenomycetes (former Aphyllophorales) of Israel” i „Agaricomycetes of Israel”. Prowadził badania naukowe także w Finlandii, Estonii, Szwecji i Norwegii.
Jest autorem licznych prac naukowych, m.in. „Rastitielnyje epifienomieny i ich ekomorfołogiczeskaja suszcznost´”, „Epimorfołogija i tiektomorfołogija wysszych gribow”, monografii poświęconych ekologii, taksonomii i biotechnologii grzybów niszczących drewno, monografii Atheliaceae i Amylocorticiaceae Rosji. Zajmuje się taksonomią i filogenetyką podstawczaków, teorią morfogenezy, problematyką adaptacji i specjacji podstawczaków, taksonomią i geografią grzybów z rzędów Polyporales, Pucciniales i Capnodiales.
W 2001 r. za swoją pracę w dziedzinie morfologii ewolucyjnej został odznaczony nagrodą Sokołowa Rosyjskiej Akademii Nauk.
Przy nazwach naukowych utworzonych przez niego taksonów standardowo dodawany jest skrót jego nazwiska Zmitr. (zobacz: lista skrótów nazwisk botaników i mykologów).